# Tân Quang (phường)
Tân Quang là một phường thuộc thành phố Tuyên Quang, tỉnh Tuyên Quang, Việt Nam.

## Địa lý
Phường Tân Quang có diện tích 1,17 km², dân số năm 2022 là 10.171 người, mật độ dân số đạt 8.693 người/km².

## Hành chính
Phường Tân Quang được chia thành 17 tổ dân phố: 1, 2, 3, 4, 5, 6, 7, 8, 9, 10, 11, 12, 13, 14, 15, 16, 17.

## Lịch sử
Tháng 4 năm 1952, thành lập xã Tân Quang trên cơ sở thị xã Tuyên Quang cũ và 2 khu phố sơ tán: Cây đa nước chảy, Ghềnh Quýt.
Ngày 15 tháng 2 năm 1955, Thủ tướng Chính phủ ban hành Nghị định số 460-TTg về việc tái lập thị xã Tuyên Quang trên cơ sở toàn bộ xã Tân Quang.
Trước năm 1960, địa bàn phường Tân Quang thuộc 3 phố: Tam Cờ, Xã Tắc, Quang Trung của thị xã Tuyên Quang.
Ngày 27 tháng 12 năm 1975, Quốc hội ban hành Nghị quyết về việc thành lập tỉnh Hà Tuyên trên cơ sở tỉnh Tuyên Quang và tỉnh Hà Giang. Khi đó, phường Tân Quang thuộc thị xã Tuyên Quang, tỉnh Hà Tuyên.
Ngày 12 tháng 8 năm 1991, Quốc hội ban hành Nghị quyết về việc chia tỉnh Hà Tuyên thành tỉnh Hà Giang và tỉnh Tuyên Quang. Khi đó, phường Tân Quang thuộc thị xã Tuyên Quang, tỉnh Tuyên Quang.
Ngày 2 tháng 7 năm 2010, Chính phủ ban hành Nghị quyết số 27/NQ-CP về việc thành lập thành phố Tuyên Quang thuộc tỉnh Tuyên Quang. Phường Tân Quang trực thuộc thành phố Tuyên Quang.
Tính đến ngày 31 tháng 12 năm 2010, phường Tân Quang có 35 tổ dân phố: 1, 2, 3, 4, 5, 6, 7, 8, 9, 10, 11, 12, 13, 14, 15, 16, 17, 18, 19, 20, 21, 22, 23, 24, 25, 26, 27, 28, 29, 30, 31, 32, 33, 34, 35.
Ngày 19 tháng 3 năm 2019, HĐND tỉnh Tuyên Quang ban hành Nghị quyết số 02/NQ-HĐND về việc:
- Sáp nhập tổ dân phố 2 vào tổ dân phố 1.
- Thành lập tổ dân phố 2 trên cơ sở tổ dân phố 3 và tổ dân phố 4.
- Thành lập tổ dân phố 3 trên cơ sở tổ dân phố 7 và tổ dân phố 8.
- Thành lập tổ dân phố 4 trên cơ sở tổ dân phố 9 và tổ dân phố 10.
- Thành lập tổ dân phố 5 trên cơ sở 3 tổ dân phố: 5, 6, 12.
- Thành lập tổ dân phố 6 trên cơ sở tổ dân phố 8 và tổ dân phố 11.
- Thành lập tổ dân phố 7 trên cơ sở tổ dân phố 13 và tổ dân phố 29.
- Thành lập tổ dân phố 8 trên cơ sở tổ dân phố 14 và tổ dân phố 19.
- Thành lập tổ dân phố 9 trên cơ sở tổ dân phố 15 và tổ dân phố 26.
- Thành lập tổ dân phố 10 trên cơ sở tổ dân phố 27 và tổ dân phố 28.
- Thành lập tổ dân phố 11 trên cơ sở tổ dân phố 16 và tổ dân phố 34.
- Thành lập tổ dân phố 12 trên cơ sở tổ dân phố 30 và tổ dân phố 31.
- Thành lập tổ dân phố 13 trên cơ sở tổ dân phố 32 và tổ dân phố 33.
- Thành lập tổ dân phố 14 trên cơ sở tổ dân phố 17 và tổ dân phố 22.
- Thành lập tổ dân phố 15 trên cơ sở tổ dân phố 20 và tổ dân phố 21.
- Thành lập tổ dân phố 16 trên cơ sở tổ dân phố 24 và tổ dân phố 25.
- Thành lập tổ dân phố 17 trên cơ sở tổ dân phố 23 và tổ dân phố 35.

Phường Tân Quang có 17 tổ dân phố: 1, 2, 3, 4, 5, 6, 7, 8, 9, 10, 11, 12, 13, 14, 15, 16, 17.